# Mallonia barbicornis
Mallonia barbicornis là một loài bọ cánh cứng trong họ Cerambycidae.